# Vlasta (časopis)
Vlasta je nejstarší v současnosti dosud vycházející český časopis pro ženy.

## Historie
Pod názvem Vlasta vydával Václav Sperakus již v letech 1907–1908 časopis (s podtitulem rodinný, zábavný, illustrovaný list; vycházel 2× měsíčně).
Současný časopis Vlasta založilo v lednu roku 1947 ministerstvo informaci pro Radu československých žen, jejíž předsedkyní byla dr. Milada Horáková, poslankyně a právnička. Jméno časopisu bylo zvoleno podle mytologické bojovnice Vlasty, vůdkyně vzbouřených dívek v tzv. dívčí válce, v němž je obsažen i (tehdy v poválečném období hluboce procítěný) výraz vlast. První šéfredaktorkou byla spisovatelka Nina Bonhardová. Vlasta se rychle stala oblíbeným ženským periodikem – náklad v prvním roce činil úctyhodných 100 000 výtisků. Časopis si předsevzal být nejen zdrojem zábavy, ale i informací a osvěty. Vedle sebe se zde pravidelně objevovaly móda, zdravá výživa, dopisy a otázky čtenářek, povídky či básně, informace o nových filmech. Pro děti měla Vlasta přílohu Sluníčko sedmitečné.
Na obálce prvního čísla se objevil manželský pár prezidenta Edvarda Beneše a jeho oblíbené a populární manželky Hany.
Sídlo redakce bylo od počátku v paláci Dunaj na Národní třídě, kde však z důvodu nedbalosti vypukl požár. Ten kromě vybavení všech tří místností zničil také do tisku kompletně připravené číslo. Po krátkém provizorním období našla redakce sídlo v pasáži Práce v Jindřišské ulici, poté postupně v ulicích Žitné, Malé Štěpánské a nakonec od roku 2005 v ulici Lomnického, kde sídlí dodnes.
Brzy po únoru 1948 se časopis stal orgánem nástupnického ženského spolku Československý svaz žen. Po násilném rušení spolků Vlasta v letech 1952–1967 vycházela pro potřeby Výboru čs. žen. Obnovený Československý svaz žen zároveň v roce 1968 založil vydavatelství MONA (zkratka MOderní žeNA), které začalo kromě Vlasty vydávat i další periodické a neperiodické publikace pro ženy. S uzákoněním federální podoby ČSSR vznikl v roce 1969 Český svaz žen, který ve vydavatelství Mona nadále vydával Vlastu a další tiskoviny. Český svaz žen jako největší ženský spolek existuje dosud. 
Vlasta byla na svém počátku vydávána jako nestranický tisk, avšak po roce 1948 byla „obohacena“ o stránky věnované dobovým politickým projevům. Oblíbené rubriky nicméně nezmizely, zákonitě však reagovaly na politickou realitu života. 
Vlasta zůstala jedním z mála periodik určených ženám; v roce době před sametovou revolucí, kdy byla jediným českým týdeníkem pro ženy, dosahovala podle neoficiálního údaje nákladu až 840 000 výtisků.

## Po roce 1989
Po roce 1989 se na trhu objevila celá řada ženských titulů. Český svaz žen v roce 1992 založil společnost MONA (M O N A  spol. s r.o., IČO 45278776), které provozovalo stejnojmenné nakladatelství a dále vydávalo i Vlastu. Vydavatelství již v roce 1993 prodal zahraničnímu vlastníkovi, společnost byla poté několikrát přejmenována (Sanoma Magazines Praha, Sanoma Media Praha, Astrosat Media), v roce 2014 se sloučila s Astrosat Media. Ta se v roce 2016 sloučila s Vltava Labe Media, což je tedy i současný vydavatel Vlasty.
V roce 2024 měl časopis průměrný prodaný náklad 22 tis. výtisků a průměrnou čtenost 122 tis., čímž patřil mezi 10 nejčtenějších časopisů pro ženy.

## Zajímavost
Koncem prosince 1946 deník Rudé právo vyhlásil soutěž pro připravovaný týdeník Vlasta (první číslo vyšlo až 9. ledna 1947) s názvem "Hledáme Vlastu – dítě časopisu." Ozvat se měly všechny ženy, kterým se po půlnoci 31. prosince 1946 narodila holčička, jež dostala jméno Vlasta. Z 80 přihlášených děvčátek jako první přišla na svět 15 sekund po půlnoci Vlastička Holubová z nouzové kolonie v Pardubicích.